# دانيال لويس سايز
دانيال لويس سايز هو لاعب كرة قدم كوبي في مركز الوسط، ولد في 11 مايو 1994 في هافانا في كوبا. شارك مع منتخب كوبا لكرة القدم. أما مع النوادي، فقد لعب مع سانتوس لاغونا.

## وصلات خارجية
- دانيال لويس سايز على موقع الاتحاد الدولي (مؤرشف)  (الإنجليزية)
- دانيال لويس سايز على موقع قاعدة بيانات كرة القدم.إي يو (الإنجليزية)
- دانيال لويس سايز على موقع ناشيونال فوتبول تيمز (الإنجليزية)
- دانيال لويس سايز على موقع Soccerway.com (الإنجليزية)